# Tsagaan-Ovoo
Tsagaan-Ovoo (mongoliska: Цагаан-Овоо Сум, Цагаан-Овоо, Tsagaan-Ovoo Sum) är ett distrikt i Mongoliet.   Det ligger i provinsen Dornod, i den östra delen av landet, 500 km öster om huvudstaden Ulaanbaatar.